# Walter Fretes
Walter Fretes (Asunción, 18 de mayo de 1982) es un futbolista paraguayo. Juega de centrocampista. Se destacó en Cerro Porteño donde consiguió varias copas.

## Trayectoria
Jugador de las inferiores de Cerro Porteño. Tiene ganado el torneo Apertura y Clausura del 2004, Apertura y Clausura 2005, Clausura 2006 y Apertura 2009 con Cerro Porteño. Es recordado por la hinchada de Cerro Porteño por sus goles a Olimpia, ya que en los clásicos siempre realizaba muy buenos partidos y llegando a los goles. 

## Clubes
2005 audax italiano

| Club                      | País      | Año         |
| ------------------------- | --------- | ----------- |
| Cerro Porteño             | Paraguay  | 2000 - 2006 |
| Jaguares de Chiapas       | México    | 2006 - 2007 |
| Cerro Porteño             | Paraguay  | 2007 - 2008 |
| Newell's Old Boys         | Argentina | 2008        |
| Cerro Porteño             | Paraguay  | 2009        |
| Sportivo Luqueño          | Paraguay  | 2009        |
| Rubio Ñu                  | Paraguay  | 2010        |
| Universidad San Martín    | Perú      | 2010 - 2011 |
| Universitario de Deportes | Perú      | 2012        |
| Deportivo Capiatá         | Paraguay  | 2012 - 2014 |

## Palmarés

### Campeonatos nacionales
| Título                       | Club                   | País     | Año  |
| ---------------------------- | ---------------------- | -------- | ---- |
| Primera División de Paraguay | Cerro Porteño          | Paraguay | 2001 |
| Primera División de Paraguay | Cerro Porteño          | Paraguay | 2004 |
| Torneo Apertura              | Cerro Porteño          | Paraguay | 2009 |
| Campeonato Descentralizado   | Universidad San Martín | Perú     | 2010 |